# Брадфорд (Тенеси)
Брадфорд (енгл. Bradford) град је у америчкој савезној држави Тенеси.

## Демографија
По попису из 2010. године број становника је 1.048, што је 65 (-5,8%) становника мање него 2000. године.
| Група             | 2000.       | 2010.       |
| Белци             | 995 (89,4%) | 947 (90,4%) |
| Афроамериканци    | 108 (9,7%)  | 74 (7,1%)   |
| Азијати           | 1 (0,1%)    | 2 (0,2%)    |
| Хиспаноамериканци | 6 (0,5%)    | 11 (1,0%)   |
| Укупно            | 1.113       | 1.048       |